# Lista de prefeitos de Angelina (Santa Catarina)
Esta é a lista de prefeitos do município de Angelina (Santa Catarina), estado brasileiro de Santa Catarina.
| N° | Prefeito                           | Partido                                          | Início do mandato       | Fim do mandato          | Observações                              |
| -- | ---------------------------------- | ------------------------------------------------ | ----------------------- | ----------------------- | ---------------------------------------- |
| 1  | Holvart Buck                       | Aliança Renovadora Nacional ARENA                | 7 de dezembro de 1961   | 10 de fevereiro de 1962 | Prefeito nomeado pelo governo do estado. |
| 2  | Antônio Francisco Machado          | Aliança Renovadora Nacional ARENA                | 11 de fevereiro de 1962 | 30 de janeiro de 1963   | Prefeito nomeado pelo governo do estado. |
| 3  | Osmar Celso Köerich                | Aliança Renovadora Nacional ARENA                | 31 de janeiro de 1963   | 30 de janeiro de 1969   | Prefeito eleito em sufrágio universal.   |
| 4  | Miguel de Sousa                    | Aliança Renovadora Nacional ARENA                | 31 de janeiro de 1969   | 30 de janeiro de 1973   | Prefeito eleito em sufrágio universal.   |
| 5  | Mauro Jonck                        | Aliança Renovadora Nacional ARENA                | 31 de janeiro de 1973   | 31 de janeiro de 1977   | Prefeito eleito em sufrágio universal.   |
| 6  | José Germano Fuck                  | Aliança Renovadora Nacional ARENA                | 1° de fevereiro de 1977 | 31 de janeiro de 1983   | Prefeito eleito em sufrágio universal.   |
| 7  | Aílton Laudelino Andrade           | Partido Democrático Social PDS                   | 1° de fevereiro de 1983 | 31 de dezembro de 1988  | Prefeito eleito em sufrágio universal.   |
| 8  | Ezequiel Ceciliano Teixeira Garcia | Partido Democrático Social PDS                   | 1° de janeiro de 1989   | 31 de dezembro de 1992  | Prefeito eleito em sufrágio universal.   |
| 9  | Aílton Laudelino Andrade           | Partido da Reconstrução Nacional PRN             | 1° de janeiro de 1993   | 31 de dezembro de 1996  | Prefeito eleito em sufrágio universal.   |
| 10 | Mauro Jonck                        | Partido do Movimento Democrático Brasileiro PMDB | 1° de janeiro de 1997   | 30 de dezembro de 2000  | Prefeito eleito em sufrágio universal.   |
| 11 | Aílton Laudelino Andrade           | Partido Progressista Brasileiro PPB              | 1° de janeiro de 2001   | 31 de dezembro de 2004  | Prefeito eleito em sufrágio universal.   |
| 12 | Sérgio Murilo Costa                | Partido dos Trabalhadores PT                     | 1° de janeiro de 2005   | 31 de dezembro de 2008  | Prefeito eleito em sufrágio universal.   |
| 13 | Gilberto Orlando Dorigon           | Partido do Movimento Democrático Brasileiro PMDB | 1° de janeiro de 2009   | 31 de dezembro de 2012  | Prefeito eleito em sufrágio universal.   |
| 14 | José Nilton da Silva               | Partido do Movimento Democrático Brasileiro PMDB | 1° de janeiro de 2013   | 31 de dezembro de 2016  | Prefeito eleito em sufrágio universal.   |
| 15 | Gilberto Orlando Dorigon           | Partido do Movimento Democrático Brasileiro PMDB | 1° de janeiro de 2017   | 31 de dezembro de 2020  | Prefeito eleito em sufrágio universal.   |
| 16 | Roseli Anderle, Rose               | Partido dos Trabalhadores PT                     | 1° de janeiro de 2021   | 31 de dezembro de 2024  | Prefeito eleito em sufrágio universal.   |
| 17 | Eliseu José Coelho                 | Partido Liberal PL                               | 1° de janeiro de 2025   | Atualidade              | Prefeito eleito em sufrágio universal.   |